# Józef Korbas
Józef Franciszek Korbas (ur. 11 listopada 1914 w Krakowie, zm. 2 października 1981 w Katowicach) – polski piłkarz występujący na pozycji napastnika, reprezentant Polski w latach 1937–1938, trener piłkarski.

## Kariera klubowa
Grę w piłkę nożną rozpoczął w wieku 14 lat w klubie Nadwiślan Kraków. W 1935 roku przeniósł się do Cracovii, z którą wywalczył w sezonie 1937 mistrzostwo Polski. Ogółem w barwach tego klubu rozegrał 69 ligowe mecze i zdobył 54 bramki. Po wybuchu II wojny światowej nie kontynuował swojej kariery.

## Kariera reprezentacyjna
W reprezentacji Polski rozegrał 2 mecze i strzelił 4 bramki. 12 września 1937 w meczu z Bułgarią w Sofii (3:3) jako drugi reprezentant w historii zanotował hat trick w debiucie, pierwszym był Zygmunt Steuermann. Był w składzie polskiej kadry na Mistrzostwa Świata 1938.

## Kariera trenerska
Prowadził jako trener kluby Unia Tarnów, KKS Opole, KKS Kluczbork oraz Stilon Gorzów Wielkopolski.

## Sukcesy
Cracovia
- mistrzostwo Polski: 1937